# خط سایکیو
خط سایکیو (به ژاپنی:埼京線, Saikyō-sen) یکی از خطوط شرکت راه‌آهن شرق ژاپن است. این خط مابین ایستگاه اوساکی در شیناگاوا و ایستگاه اومیا در استان سایتاما کشیده شده‌است. این خط ۱۹ ایستگاه دارد.